# 필라델피아 솔

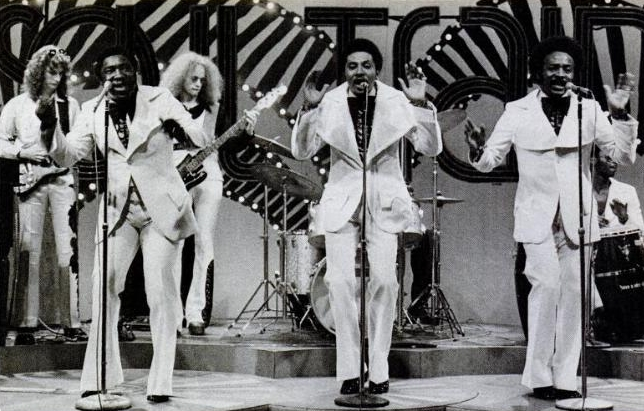

필라델피아 (필리) 솔 (Philadelphia (or Philly) soul)은 70년대 전반에 일세를 풍미한 필라델피아 발의 소울 뮤직의 한 형태이다. 작품의 대부분이 시그마 스튜디오에서 제작된 것에 의해 시그마 사운드라고도 말한다. 현악기를 필요로 한 화려하고 부드럽고 단 사운드에서 스위트 필리라고도 불렸다. 지금까지의 소울, R&B를 보다 세련된 도시적 분위기와 듣기 쉬움을 소구한 형태로 변모시켰다.
필리 솔을 지은 필라델피아 인터내셔널 레코드 (PIR/Philadelphia International Records)의 하우스 밴드, MFSB에 의해, 자아내진 유려한 사운드가 많은 추종자들을 낳았다.

## 개요
록큰롤의 융성 하의 필라델피아에서는, 흑인 인구가 많은 비교적 소울은 번창하지 않고, 아이돌 가수 등에 의한 백인의 팝 뮤직이 히트하고 있었다. 1950년대 후반부터 1960년대 전반에 걸쳐, 세력이 있던 라벨은 필라델피아에서 유일한 라벨인 캐메오 파크웨이 뿐이었다. 취급하고 있던 것은 바비 라이델 등에 의한 아이돌 가수나, 유행성의 댄스 뮤직이며, 백인이 받아 한 것이었지만, 이 라벨도 1968년에는 도산한다.
이 라벨에 바뀌어, 필리 사운드를 만든 것이, 필라델피아 인터내셔널 레코드 (PIR)이다. 이 라벨은 1971년에 케니스 갬블과 리온 하후에 의한 프로덕션 팀 '갬블 & 하후'에서 설립되어 콜롬비아 레코드와 배급의 계약을 했다. 초기의 히트 그룹은 오재즈이며, 비리 폴, 할로루도 메르비 & 더 블루 넛이나 거기서 독립한 테디 펜다그라스 등이 대표적인 뮤지션이다. 그들의 사운드를 특징지우는 것은 필 현악기나 브라스 앙상블이며, 이는 PIR의 하우스 밴드, MFSB (Mather Father Sister Brother)에 의한 것이다. MFSB의 솔로 히트로서는 쓰리 디그리즈를 맞이한 '소울 트레인의 테마'가 있다.
PIR 이외에도 히트한 뮤지션으로 스피나즈나 더 스타이리스틱스가 내려 PIR의 프로듀서, 톰 벨이 한 역할을 샀다.

## 저명한 소울 뮤지션
- 오재즈
- 비리 폴
- 테디 펜다그라스
- 더 스피나즈
- 더 스타이리스틱스
- 더 쓰리 디그리즈
- 데르포닉스
- 인트르다즈
- 할로루도 메르비 & 더 블루 넛
- 윌리엄 데보
- MFSB
- 에보니즈
- 블루 매직
- 트란프스
- 필리 디보션즈
- 피프르즈 선택
- 바니 시그라
- 데크스타 원셀
- 존스 걸즈
- 마크파덴 & 화이트 헤드
- 루 로우르즈
- 앤터니 화이트
- 퓨쳐즈

## 참고
- 영혼의 행방 피터 바라캔 저 1989 연초판; 신쵸 출판사 문고/2008년 개정판; 아루테스 퍼블리싱

## 같이 보기
- 필라델피아